# Buddharupa

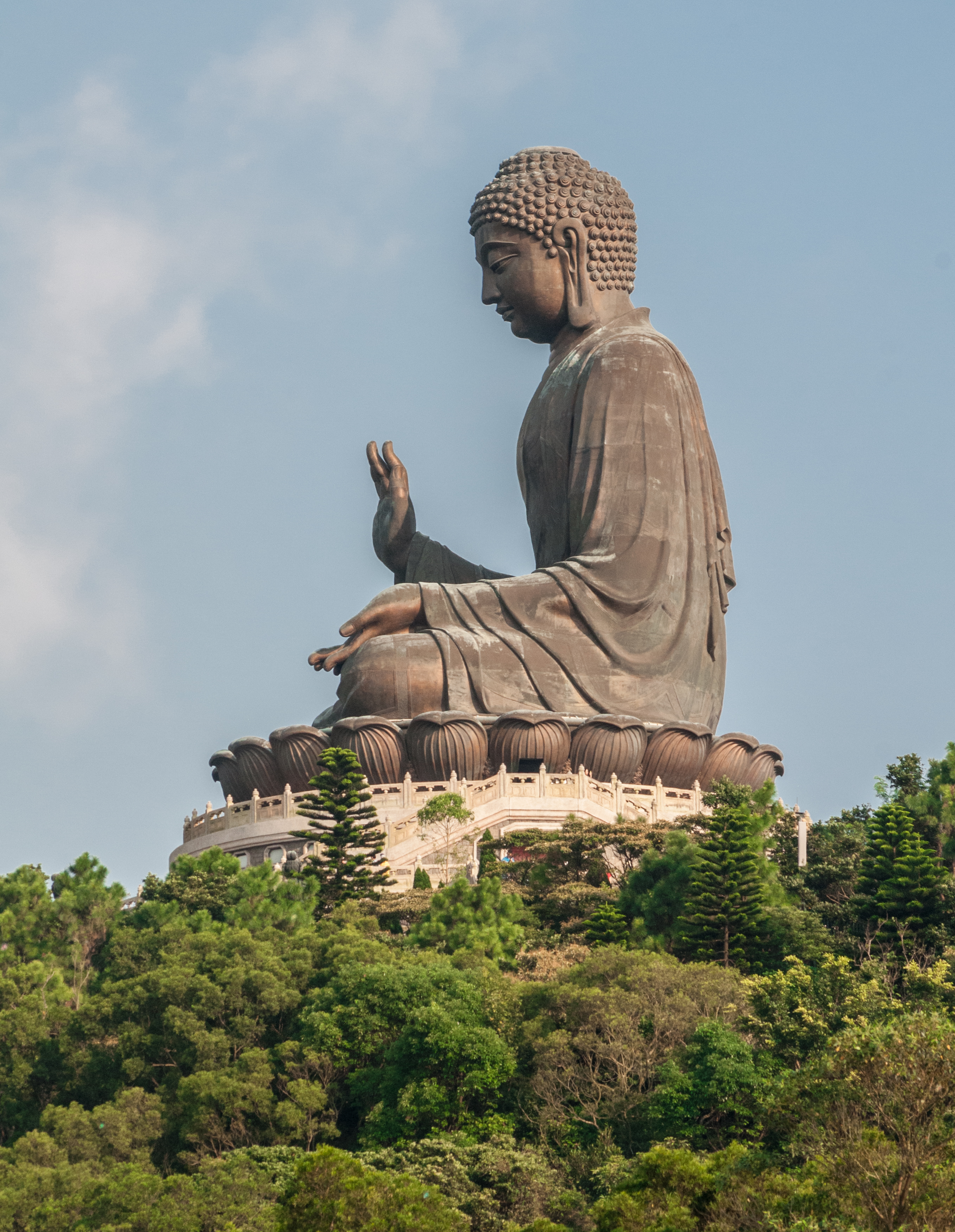
Een buddharupa van Siddhartha op Lantau-eiland in Hongkong

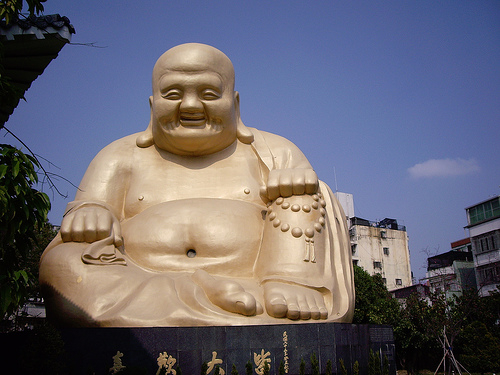
Een buddharupa van Maitreya in Táijhong, Taiwan

Buddharūpa (बुद्धरूप) is het Sanskriet en Pali woord dat gebruikt wordt in het boeddhisme voor beelden of modellen van boeddha's.
Door culturele en regionale verschillen in de interpretaties of teksten over het leven van Gautama Boeddha zijn er verschillende eisen van een buddharupa. De vingers en tenen zijn proportioneel verlengd, de neus is lang, oorlellen zijn verlengd, hoofd is uitpuilend en de schouders zijn breed.
Hij heeft verlengde oorlellen, doordat hij als prins zware juwelen droeg; deze symboliseren zijn grote wijsheid. Het uitpuilend hoofd symboliseert de vrije verbinding tussen de geest en het lichaam van een boeddha of bodhisattva.
Gautama Boeddha wordt afgebeeld als iemand met een normaal gewicht, maar soms komt het ook voor dat hij sterk vermagerd wordt afgebeeld. Dit was de tijd dat Gautama Boeddha naar de verlichting zocht. Hij dacht dat hij verlichting kon bereiken door te vasten de grenzen van zijn lichamelijke kracht af te tasten.
Maitreya Boeddha is de enige boeddha die afgebeeld wordt met overgewicht.
In 2013 werd bij de Maya Devi tempel in Lumbini een Boeddhabeeld gevonden dat gezien wordt als het oudste ter wereld, het komt uit de 6e eeuw v.Chr.